# Chikako Taya
Chikako Taya (Japans: 多谷千香子) (Tokio, 8 april 1946) is een Japans jurist en hoogleraar. Ze vertegenwoordigde haar land tijdens verschillende internationale bijeenkomsten, had als procureur de leiding over enkele opeenvolgende deelgebieden en was daarnaast hoogleraar internationale samenwerking aan de Universiteit van Kobe. Van 2001 tot 2004 was ze rechter van het Joegoslavië-tribunaal.

## Levensloop
Taya studeerde tot 1969 internationale betrekkingen en tot 1970 rechten aan de Universiteit van Tokio en volgde daarna een juridische opleiding aan het instituut dat verbonden is aan de hogere gerechtshoven (tot 1974). In 1976 sloot ze verder nog een studie af aan de Universiteit van Parijs II.
In de jaren tachtig werkte ze enkele jaren als juridisch attaché voor haar land bij de Verenigde Naties. Sinds deze jaren hield ze zich voor de landelijke overheid in binnen- en buitenland bezig met een groot aantal terreinen, waaronder met de bescherming van de ozonlaag, de ratificatie van het verdrag na de conferentie over het opheffen van discriminatie van vrouwen, het stimuleren van vriendschappelijke banden tussen de jongeren in haar land en de landen van de ASEAN, en meer. Van 1985 tot 2001 was ze lid van de Japanse delegatie tijdens het VN-Congres over de Preventie van Misdaad en de Behandeling van Delinquenten en in 1992 delegatielid tijdens de Wereldconferentie over de Rechten van de Mens. In 1995 was ze daarbij lid van de OVSE-missie in de voormalige Joegoslavische republiek Macedonië.
In 1993 werd ze enerzijds aangesteld als hoogleraar aan de faculteit voor internationale samenwerking van de Universiteit van Kobe en al sinds eerder bracht ze verschillende publicaties voort. Daarnaast werd ze van 1993 tot 2001 procureur. Aanvankelijk hield ze zich in Tokio bezig met onderzoek naar in het bijzonder milieucriminaliteit door grote ondernemingen. Vanaf 1996 verlegde ze in deze functie haar focus naar de voorbereidingen op de reorganisatie van het bureau van de openbaar aanklager. Vanaf 1998 werd ze in deze functie in Osaka verantwoordelijk voor de training van aanklagers uit vooral Indonesië en Cambodja en vanaf 2000 tot haar laatste jaar in Tokio werd ze verantwoordelijk voor buitenlandse criminelen die waren gevlucht naar Japan.
Vanaf 2001 behoorde ze tot de eerste zes rechters ad litem van het Joegoslavië-tribunaal in Den Haag. Ze diende hier tot de uitspraak tegen Radoslav Brđanin op 1 september 2004 en was daarnaast betrokken in de zaken tegen Mormir Talić en Mitar Vasiljević.